# Вайсган, Ашер
Ашер Вайсган (1966 — 22 декабря 2006) — израильский поселенец и водитель автобуса, совершивший террористический акт против палестинских арабов.
Вайсган работал водителем автобуса для развозки палестинских рабочих. 18 августа 2005 года он застрелил 4 палестинских рабочих в поселении Шило на Западном берегу, и ранил ещё одного палестинца. Свои действия он объяснял протестом против плана одностороннего размежевания, проводимого израильским правительством.
До теракта Вайсган проживал в поселение Швут-Рахель, у него было два ребёнка.

## Теракт
18 августа 2005 года в 4:45 дня автобус, в котором Вайсган вёз палестинских рабочих с работы в поселении Шило, остановился у ворот поселения. Вайсган вышел из автобуса и подошёл к будке охранника. Охранник был уверен, что Вайсган хочет забрать удостоверения личности палестинцев, которые те должны были оставлять на входе при въезде в поселение, где они работали. Вайсган попросил у охранника воды, а потом завладел его автоматом M16.
Затем, приблизившись к автобусу он открыл огонь по своим пассажирам с короткого расстояния, выпустив в каждого по 5-6 пуль. После этого он направился на фабрику с намерением убить ещё одного человека. Один из раненных палестинцев побежал за ним с криками «Ашер, что ты делаешь?!», Вайсган развернулся и пытался его застрелить, но промахнулся.
Добравшись до фабрики, Вайсган ранил, а потом, сменив магазин, добил выстрелом в голову четвёртого палестинца. Через несколько минут Вайсган вышел из фабрики и сдался прибывшему на место событий офицеру безопасности поселения.

## Мотивы
По заявлению Вайсгана в суде, он совершил теракт в надежде приостановить «План одностороннего размежевания» и рассчитывал, что другие последуют его примеру.
На суде он также сказал, что «он стал причиной смерти невиновных, с целью предотвратить таким образом тяжёлые наказания и бедствия которые падут на народ Израиля с небес если план одностороннего размежевания будет осуществлён». Обвиняемого поддержал и его адвокат, который заявил, что действия Вайсгана следует рассматривать как «необходимую самооборону» поскольку Вайсган «Хотел спасти народ Израиля от ожидаемых бедствий и убийств, и поэтому должен быть оправдан».

## Осуждение и смерть
11 сентября 2006 года районный суд Иерусалима осудил Вайсгана на четыре пожизненных срока за убийства четырёх человек и ещё на 12 лет за попытку убийства и ранение пятого человека. Кроме того суд постановил, что Вайсган должен выплатить компенсации семьям погибших (около 60.000 долларов каждой) и раненому (около 25.000 долларов).
В своём постановлении судьи написали: «даже если обвиняемый и думал (а мы не верим в это), что его действия были угодны Б-гу, они недостойны человеческого поведения».
Спустя 3 месяца, 22 декабря 2006 года Вайсган был найден в его камере повесившимся.